# 前橋繭糸取引所
前橋乾繭取引所（まえばしかんけんとりひきじょ、Maebashi Dried Cocoon Exchange）は、かつて前橋に存在した商品取引所である。
1952年に前橋市古市町1-41-1で設立。
1998年10月1日に横浜生絲取引所との合併により横浜商品取引所となる。